# Здравље и појава Мајкла Џексона
Мајкл Џозеф Џексон (29. август 1958—25. јун 2009) је био амерички музичар и забављач који је провео преко четрдесет година пред очима јавности, прво као дете-звезда бенда Џексон 5 и касније као соло извођач.
Средином 1980-их, било је јасно да се Џексонова појава драматично мењала. Боја његове коже је била светлија, нос и лице промењени, и губио је на тежини. Светлији тен је последица витилига и лупуса, који су Џексону дијагнозирани 1986. године, и употребе шминке којом су му прекриване мрље. Пластични хирурзи су нагађали да је Џексон имао операције носа, чела, јагодица као и усана. Људи блиски певачу кажу, да је до 1990. године, Џексону урађено око 10 захвата.
Џексон и његова браћа су изјавили да су физички и психички злостављани од стране њиховог оца Џозефа што је 2003. сам Џозеф и признао. Мајкл је ретко о томе говорио, а када би то радио, постао би веома емотиван и рекао би да му се гадило пре сваког сусрета са оцем. Експерти за ментално здравље су рекли да је имао ум регресивног десетогодишњака, док други су говорили да је патио од дисморфофобије. Доктор Дипек Чопра, Џексонов пријатељ више од 20 година, изјавио је: „Оно што је постало његово присиљавање на козметичке операције било је израз само-осакаћења, тотални недостатак поштовања према самом себи.“
У неко време током 1990-их, Џексон је постао зависан на лекове, највише на оне за ублажавање болова и снажне седативе чиме је драматично нарушено његово здравље. На лечење је отишао 1993. године уз помоћ Елизабет Тејлор и Елтона Џона, али зависност се касније поново појавила. Џексон је преминуо услед срчаног застоја 25. јуна 2009. године.